# Kerner László
Kerner László (Zirc, 1983. szeptember 22. –) magyar motorversenyző, a hazai motorsport meghatározó egyénisége, több területen közel 30 éve elkötelezett képviselője.
Aktív sportkarrierje során Magyar Köztársaság Kupagyőztes címet szerzett a motocross élsport Mx1-es kategóriájában, emellett az országos I. osztályú bajnoki sorozatok ezüst-, és bronzérmese, csapatbajnoki bronzérmes, valamint nemzeti válogatott kerettag volt. 
Később a Magyar Motorsport Szövetség (MAMS) szakágvezetője, valamint a Magyar Nemzeti Motocross Válogatott csapatvezetője lett, jelenleg a KRNR Motorsport Akadémia vezetőedzője.
Edzőként, tanárként kiváló eredményekkel, gyermek és felnőtt sportoló generációk mentoraként tevékenykedik, sportvezetőként hazánk egyik legnagyobb motorsport egyesületének (Team Corona Racing – TCR) elnöke, a Magyar Motorsport Szövetség Edzői Kollégiumának vezetője mindamellett, hogy a Zirci Reguly Antal Német Nemzetiségű Nyelvoktató Általános Iskola testnevelő tanára.
Tudományos doktori címét az orvos- és egészségtudományok területén sporttudományokban szerezte, kutatásait jellemzően a motorsport területén végzi.

## Pályafutása
Édesapját gyerekkora óta érdekelte a technikai sport, amire neki nem volt lehetősége fiatalon, azt fiaiban próbálta megvalósítani. Először két évvel idősebb testvére karrierjét kezdte el támogatni a család, majd 1994-ben a kisebbik fiú motorkerékpáros pályafutása is kezdetét vette. Kérésére szülei azzal a feltétellel biztosították számára a motorsporthoz szükséges hátteret, ha az iskolában jó eredményre törekszik. A korai években testvére mellett rendre csak a második vonal jutott neki, függetlenül ettől hamarosan bajnoki versenyeken indították szülei, igaz komoly elvárások elé ekkor még nem állították.
1996-tól a Németh Motocross Iskola gondozásában készült már a versenyekre. A II. osztályú (125 cm3 kétütem) országos motocross bajnokság dobogós helyezésein szerepelt, emellett a supercross bajnoki sorozatot a második helyen zárta.
Testvére visszavonulása után a komolyabb elvárások már őt illették. 1999-ben a 125 cm3-es, 2002-ben pedig a 250 cm3-es géposztályban is második helyen zárta a bajnokságot, mindössze néhány pont lemaradással az országos bajnoki címről. Ezzel az eredménnyel felkerült a profinak nevezett I. osztályba.
A motocross (mx) mellett az endurocross (ec) és a freestyle motocross (fmx) sportban is aktívan tevékenykedett. Rendszeresen kapott meghívást a Puskás Ferenc Stadionban és a Papp László Budapest Sportarénában rendezett sporteseményekre. A számos akrobatikus mutatvány mellett a híres Back-flip, azaz a hátraszaltó nevű formagyakorlatot Magyarországon elsőként hajtotta végre sikeresen 250 cm3-es motorkerékpárral 2004-ben, az erre a célra kialakított faforgács, majd szivacs gödörben. Ezt a gyakorlatot ekkor még világviszonylatban is igen kevesen tudták megcsinálni, több mint 10 évig nem is sikerül magyar motorkerékpárosnak végrehajtania ő utána.
Élsportolóként eleinte számos sérülés és műtét nehezítette pályafutását, és csak egy-egy dobogós helyezést sikerült elérnie.
A komolyabb sikert a 2007-es év hozta meg számára, amikor megnyerte a Magyar Köztársaság Kupa I. osztályú Mx1-es kategóriáját, valamint a Magyar Országos Motocross Bajnokság ezüstérmese lett ugyanitt, a királykategóriában. Ebben a versenyszezonban lett szponzorált versenyző a Honda Magyarország csapatában.
A 2008-as évben a hazai sportvezetés a Magyar Nemzeti Motocross Válogatott tagjának választotta. A Borka János – Déczi Balázs – Kerner László alkotta hármas, a magyar csapatok közül az addigi legjobb eredményt érték el -a Csapat Európa Bajnokságok tekintetében- a 11. hellyel a bulgáriai Sevlievo városában, közel 30 résztvevő nemzet között.
A 2009-es Csapatbajnokságban a Honda Magyarország Team alakulatával az előkelő 3. helyen végeztek.
A 2010-2011-es években sérülések nehezítették versenyzését, amik megerősítették abban, hogy újra iskolai tanulmányaira fordítson nagyobb hangsúlyt, 28 évesen leérettségizett a Kiskunfélegyházi Móra Ferenc Gimnáziumban.
2012 őszén fejezte be versenykarrierjét, ám az az év még sikerrel zárult számára, hisz a Magyar Bajnokság Mx1-es kategóriájának bronzérmese lett privát versenyzőként. 18 év után ért véget pályafutása, amely minden fiatal versenyző előtt jó példával járhat elő, hisz saját elmondása szerint: "kellő szorgalommal bárkiből lehet eredményes sportoló".
Visszavonulása után továbbra is a sport maradt a fő irány, felvételt nyert a Nyugat-magyarországi Egyetem testnevelő-edző szakára 2013-ban, és edzői pályafutását is elindította Kerner Motocross Iskola néven.
2014 tavaszán egyetemi tanulmányai mellett édesapjával együtt UL kategóriás repülőgépekhez szerzett sportpilóta jogosítást.
2016-ban testnevelő-edző szakos diplomát szerzett, szakdolgozatának témája pedig magyar élvonalbeli motocross versenyzők reakcióidejének alakulásával foglalkozik, melyet versenyterhelés hatására vizsgált meg. Ebben az évben pedagógus életpályáját is megkezdte a Zirci Reguly Antal Német Nemzetiségi Nyelvoktató Általános Iskola testnevelő tanáraként.
2017 tavaszán erős többséggel nyerte meg a Magyar Motorsport Szövetség Motocross szakágának vezetői tisztségére kiírt választást. A szakágat négy versenyszezonban irányította igen sikeresen 2020 őszéig, mandátuma lejártáig, majd ezután a szövetség Edzői
Kollégiumának vezetőjévé nevezték ki.
2019-ben okleveles testnevelő-, egészségfejlesztő tanár diplomáját is megszerezte az Eötvös Loránd Tudományegyetem szombathelyi kampuszán, diplomadolgozatában az utánpótláskorú motocross versenyzők módszertani felkészítésének kérdéseit tárgyalja. A DEVM kézilabda alapítvány többszöri megkeresése eredményeképp a Kézi Akadémia Zirc csapatainak erőnléti és atlétika edzője lett, ahol részt vett a korcsoportok felmenő rendszerének kiépítésében is.
2019-ben kezdi meg doktori tanulmányait is a Pécsi Tudományegyetem Egészségtudományi Doktori Iskolájában (PTE ETK DI), ahol kutatási területe a Technikai és csapatsportok pszicho-fiziológiai vizsgálata volt.
2023-ban létrehoz barátjával egy saját versenycsapatot egyesület formájában, „Team Corona Racing Hungary” (TCR) néven, mely néhány hónap alatt igen nagy népszerűségnek örvend, és az egyik legnagobb egyesületté fejlődik a hazai motorsport területén.
2024 tavaszán öt év kutatómunkát követően megkapta a tudományos doktori fokozatot  a Magyar Tudományos Akadémia (MTA) pécsi székházában.  A "Pszichofiziológiai elemek vizsgálata technikai sportban szereplő, utánpótláskorú sportolók körében" címmel írt rendkívül hiánypótló és érdekfeszítő doktori disszertáció közel száz oldalban részletezi többek között a kutatás előzményeit, módszereit, hipotéziseit, majd annak eredményeit, valamint  a témában fellelhető hazai és nemzetközi szakirodalmakat.
Kerner László tudományos felkészültségét az egyetem bizottsága előtt szigorú vizsgák keretében bebizonyította, értekezését az orvos- és egészségtudományok területén egészségtudományokban nyilvánosan megvédte, ezért 2024. év június havának 4. napján doktorrá avatták és nyilvánították, felruházva őt mindama előjogokkal, melyek az egyetemi doktorokat a jogszabályok és szokások alapján megillet.
A ma már KRNR Motorsport Akadémia névre hallgató utánpótlásnevelő, tehetséggondoló terepmotoros sportiskola az egyik-, ha nem a legeredményesebb sportműhellyé nőte ki magát az évek során, amit mi sem bizonyít jobban, mint a sportolók eredményei. Motocross, enduro, és supermoto sportágakban számos hazai és külföldi bajnoki-, és kupagyőztes címeket nyertek a tanítványok, Európa Kupa-győztes, junior világbajnoki bronzérmes sportoló is kikerült már a Kerner névvel fémjelzett tehetséggondozóból. Az akadémia sportolói egyedi és komplex edzésmódszerekkel, teljesítménydiagnosztikai monitorozás és pulzuskontrol alapján kerülnek felkészítésre, valamint számos esetben sportpszichológus szakember bevonásával.